# 왕평 (삼국지)

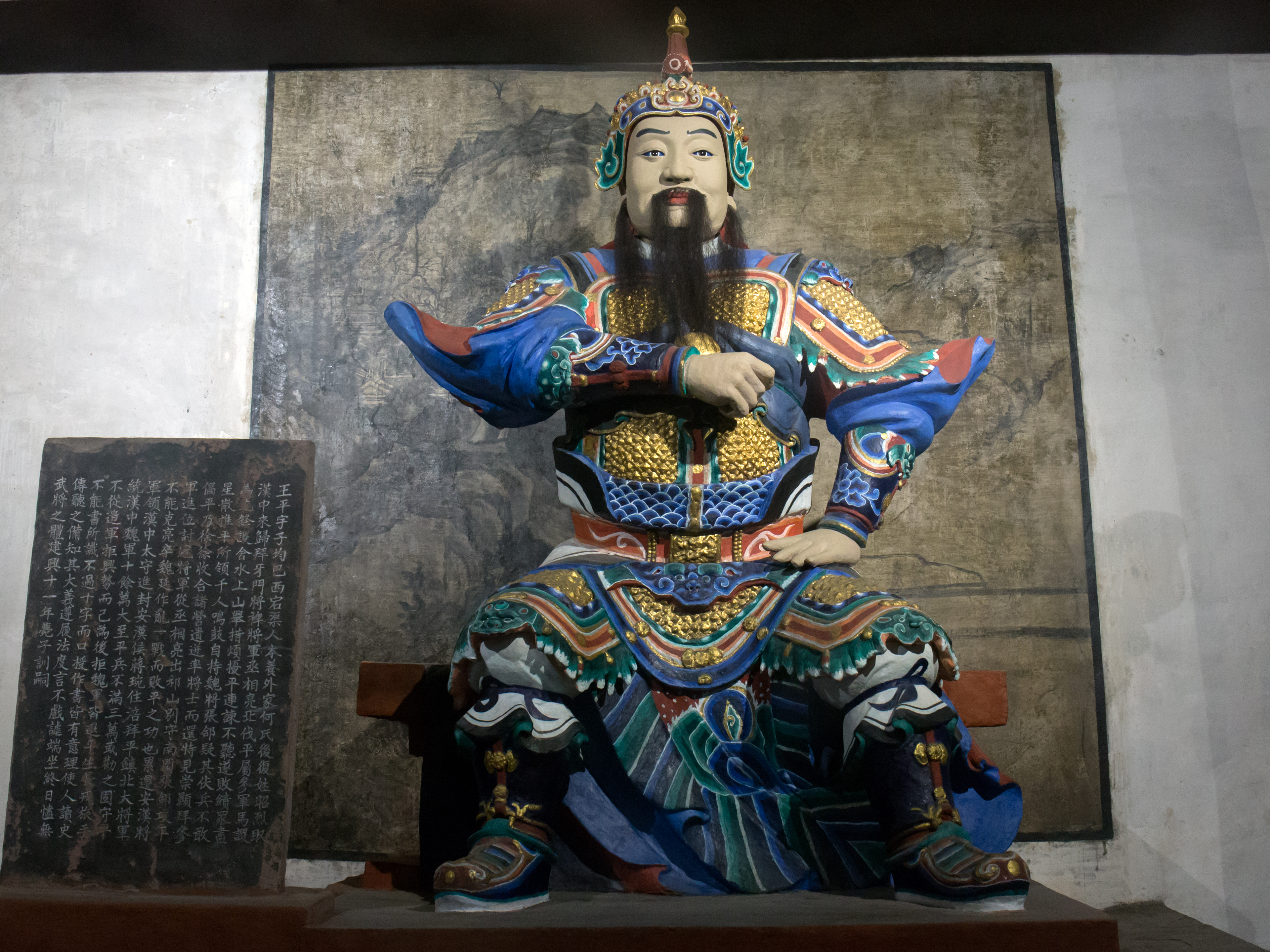

왕평(중국어 정체자: 王平, 병음: Wáng Píng 왕핑[*], ? ~ 248년)은 중국 삼국 시대 촉한의 장수로, 자는 자균(중국어 정체자: 子均, 병음: Zijūn 쯔쥔[*])이다.

## 생애
파서 탕거 사람이다. 원래는 조조(曹操)를 섬겼으나, 한중 전투(219년) 유비(劉備)를 섬긴다.
228년 마속(馬謖)을 따라 가정을 수비하는 임무를 맡았으며, 마속이 제멋대로 행동해 산에 진을 치자 여러 번 간했으나 마속은 말을 듣지 않아 장합(張郃)에게 패배한다. 이때 왕평 휘하의 군사 1천만이 북을 울리고 자리를 지키자 장합이 접근하지 못해 왕평은 흩어진 병사들을 거두어 돌아왔다. 이에 제갈량(諸葛亮)이 왕평을 치하하며 참군(參軍), 토구장군(討寇將軍)으로 승진시키고 오부(五部)를 통솔하게 했다.
231년 제갈량이 기산으로 출병했을 때 따로 남쪽을 지켰으며, 장합이 공격해왔으나 굳게 수비해 막아냈다.
234년 제갈량이 죽고 양의(楊儀)가 제갈량의 명을 받들어 퇴각을 결정하나 양의와의 사이가 지독히도 나빴던 위연(魏延)은 양의의 명을 어기고 단독행동에 나서게 된다. 양의와 위연은 조정에 서로 상소를 하여 상대방이 모반을 일으켰다고 주장하지만 조정은 결국 양의의 편을 들어주었고 양의는 마대와 왕평에게 위연을 토벌하라고 명한다. 추격 끝에 위연의 군대를 만난 왕평은 직접 나아가 병사들에게 “승상(제갈량)께서 막 돌아가셨는데 승상의 시신이 식기도 전에 너희들이 어찌 이런 더러운 일에 몸을 담았는가!”라고 소리친다. 그의 말에 위연의 병사들은 두려움에 떨며 뿔뿔이 흩어졌고 위연의 군대는 쉽게 진압당하게 된다. 제갈량 사후 후전군(後典軍), 안한장군(安漢將軍)에 봉해져 오의(吳懿)의 부장이 되어 한중을 지키고, 237년 안한후(安漢侯)가 되어 오의 사후 한중을 지켰고 243년 전감군(前監軍), 진북대장군(鎮北大將軍)에 임명된다.
244년 위의 대장군 조상(曹爽)이 10여만 대군을 이끌고 한중으로 침공해오자 어떤 이들은 “현재의 힘으로는 대항하기 어려우니 응당 한중과 낙성을 굳게 지켜야 합니다. 적군을 만나 들어오게 하면, 이 시간 안에는 부현의 군대는 관성을 구원할 수 있습니다.”라고 말하자, 왕평은 이 말에 반박했다.
| “ | 그렇지 않습니다. 부현은 한중에서 1천 리쯤 떨어져 있습니다. 적군들이 만일 관성을 얻게 된다면 우리는 위험해 처할 것입니다. 지금은 응당 먼저 유(劉) 호군(護軍, 유민)과 두(杜) 참군(參軍)을 파견하여 흥세산을 점거하도록 하고, 저한테는 후원을 담당하게 해야 합니다. 만일 적군이 병사를 나눠 황금(黃金)으로 향한다면, 저는 병사 1천 명을 이끌고 산으로 내려와 직접 공격할 것이고, 그 틈을 타 부현의 군대는 나아가 이를 수 있으니 이것이 바로 상책입니다. | ” |

다른 사람들은 동의하지 않았으나, 유민(劉敏)만은 이에 동의하여 함께 1천 명의 군사로 흥세산(興勢山)에서 비의(費禕)의 지원이 올 때까지 위군을 저지해 격퇴시키는데 성공한다.
248년, 병사하였고, 적자 왕훈(王訓)이 그의 뒤를 이었다.

## 평가
왕평전에 의하면 「오랫동안 전쟁에 있었기 때문에 문장이 쓰지 못하고, 알고 있는 글자는 10자에 못 미쳤지만, 구술 필기시킨 문장은 조리가 있었다고 한다.「사기」·「한서」를 다른 사람에게 읽게 해 그 내용을 논하고 요지를 파악했다. 법률을 충실히 이행하고, 농담하지 않고, 종일 단좌하는 등의 행동을 보여 무장으로써의 모습을 찾아볼 수 없었다. (중략) 왕평은 충용하고 엄정한 인물이었다.」 라고 평가하고 있다.

## 삼국지연의
유비가 한중을 공격할 때, 서황의 부장으로 참전했다. 서황은 물을 건너서 싸우자고 했으나 왕평은 반대했다. 결국 서황은 황충과 조운에게 패배했다. 그러나 서황은 지원을 하러 오지 않은 왕평을 꾸짖어 이에 앙심을 품은 왕평은 진채에 불을 지른 뒤, 조운에게 찾아가 유비에게 항복하겠다고 하고 편장군이 되었다. 그 후 제갈량의 북벌 때 마대(馬岱), 장익(張翼), 강유(姜維), 요화(廖化), 마충, 위연(魏延) 등과 함께 크게 활약하였다.

## 같이 보기
- 삼국지 인물 목록
- 진수 (서진)
- 배송지
- 나관중